# Althaeus folkertsi
Althaeus folkertsi är en skalbaggsart som beskrevs av Kingsolver in Kingsolver, Gibb och Pfaffenberger 1989. Althaeus folkertsi ingår i släktet Althaeus och familjen bladbaggar. Inga underarter finns listade i Catalogue of Life.